# アークシャルダーム寺院 (デリー)

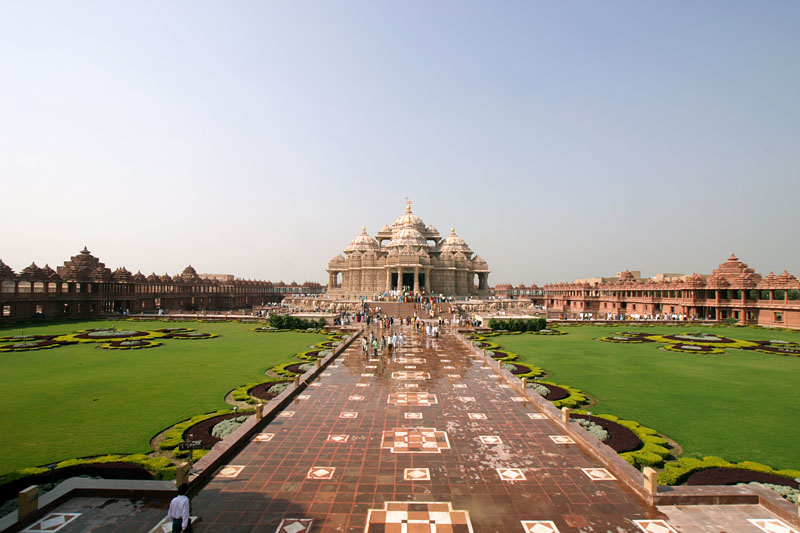
アークシャルダーム寺院

アークシャルダーム寺院（グジャラート語表記: દિલ્હી અક્ષરધામ, デーヴァナーガリー表記: दिल्ली आक्षरधाम）は、インドのデリーにある、ヒンドゥー教の寺院。グジャラート州ガンディーナガルにある寺院とは、宗派を同じくする同系の寺院である。2007年に「世界一大きなヒンドゥー教寺院」として、ギネスブックに掲載された。祭神はヴィシュヌ派の聖人スワーミーナーラーヤン。

## 概要
植物や動物、神々の彫刻が施された石造の寺院は、高さ43メートル、幅96メートル、長さ110メートルある。ラージャスターン州産の砂岩やイタリア・カッラーラ産の大理石を使用するなど、建築には鉄やコンクリートが使用されていない。他に象の彫刻やスワーミーナーラーヤンの巨大な絵が掲げられている。内部にある、スワーミーナーラーヤンの生涯を動く人形やジオラマで表現したアトラクションや、模型の間を進みインドの歴史を辿るボートライド、同聖人に関連した内容の映画があるのも特徴。

## 歴史
1968年当時、BAPSスワーミーナーラーヤン教の教祖ヨーギー・マハーラージ（Yogiji Maharaj）が、ヤムナー川岸に巨大寺院建築の建設を構想。彼の死後、後継者のプラムク（Pramukh Swami Maharaj）が構想の遺志を継ぎ、デリー開発局への申請を経て、正式に建設が決定。2000年4月に開発局から24万平方メートルの土地を与えられ、同年11月8日に工事が着工。2005年に竣工し、同年11月6日をもって正式に開院した。オープニングセレモニーには、マンモハン・シン首相も訪れるなどした。2007年12月17日に、世界最大のヒンドゥー教寺院としてギネスブックに認定された。

## ギャラリー

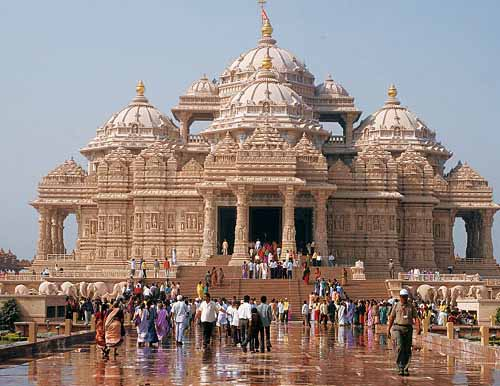
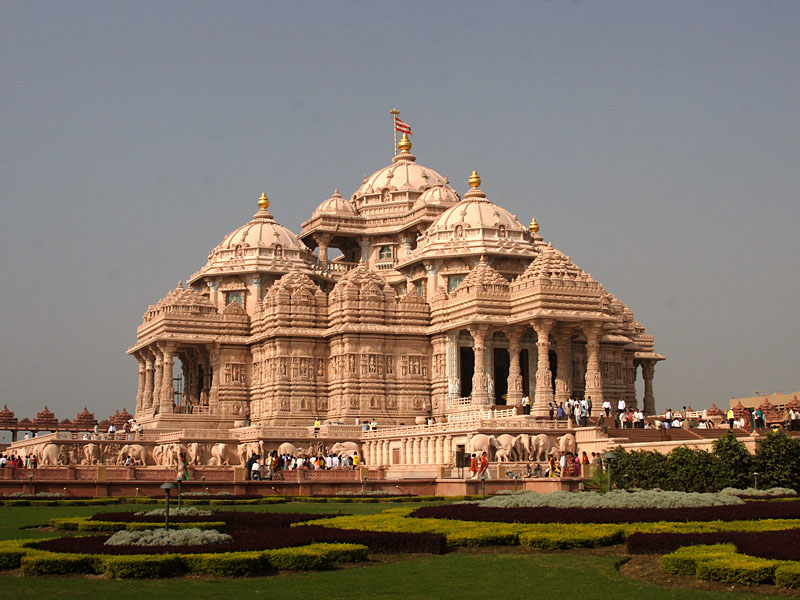
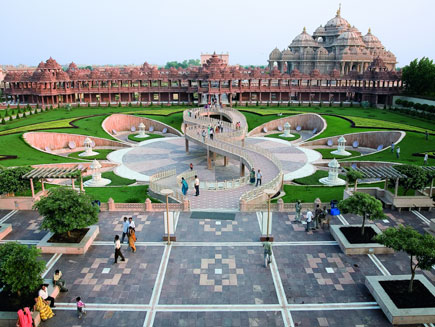
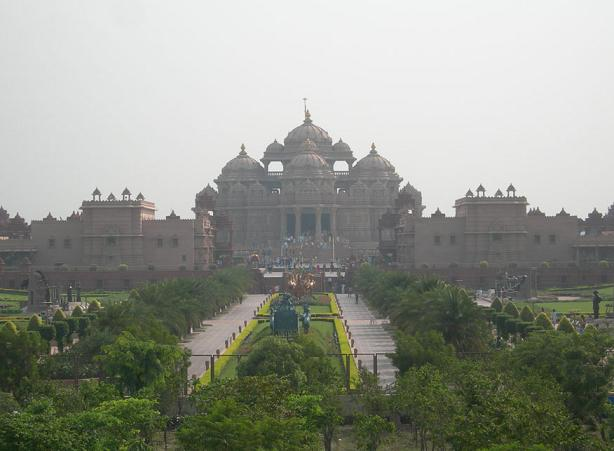
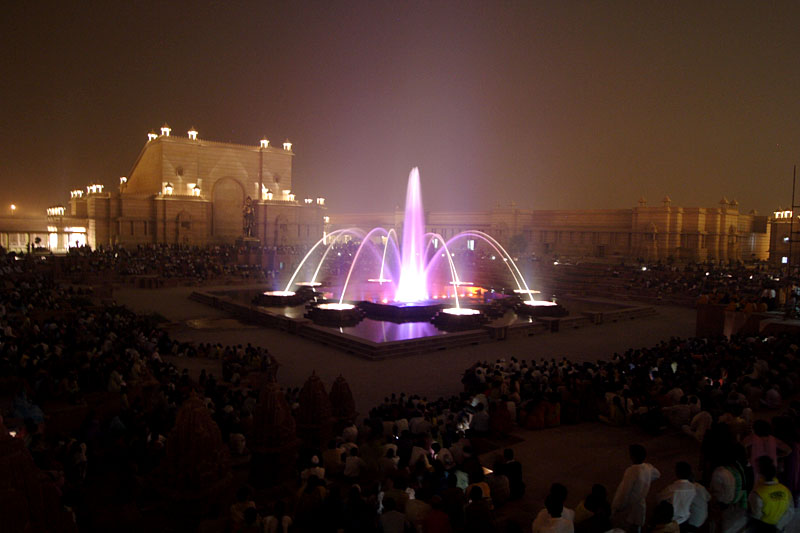
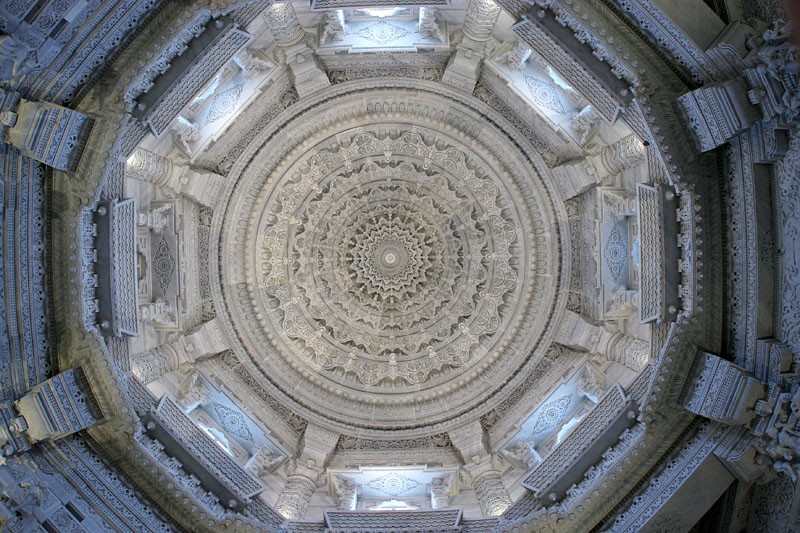
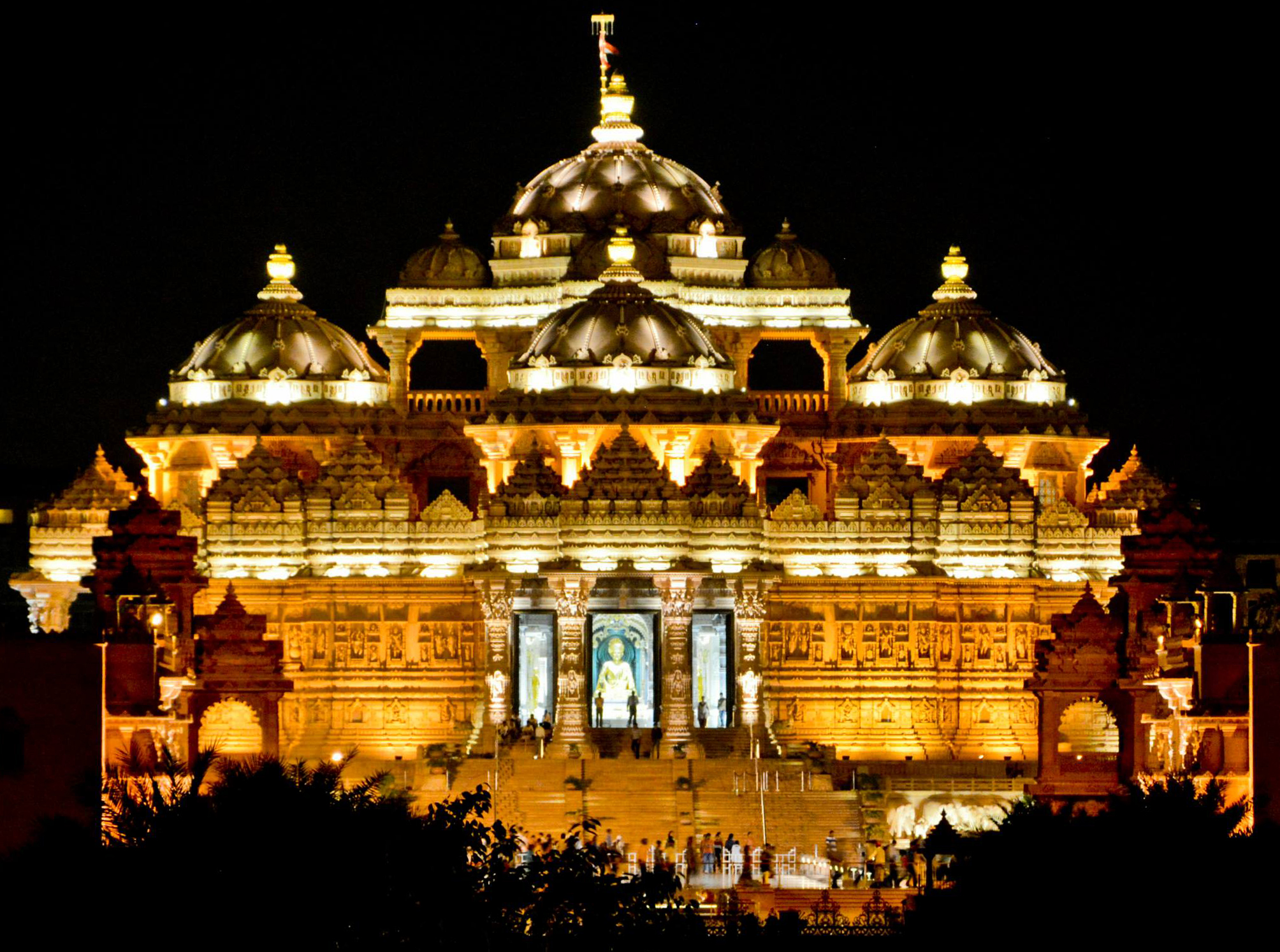
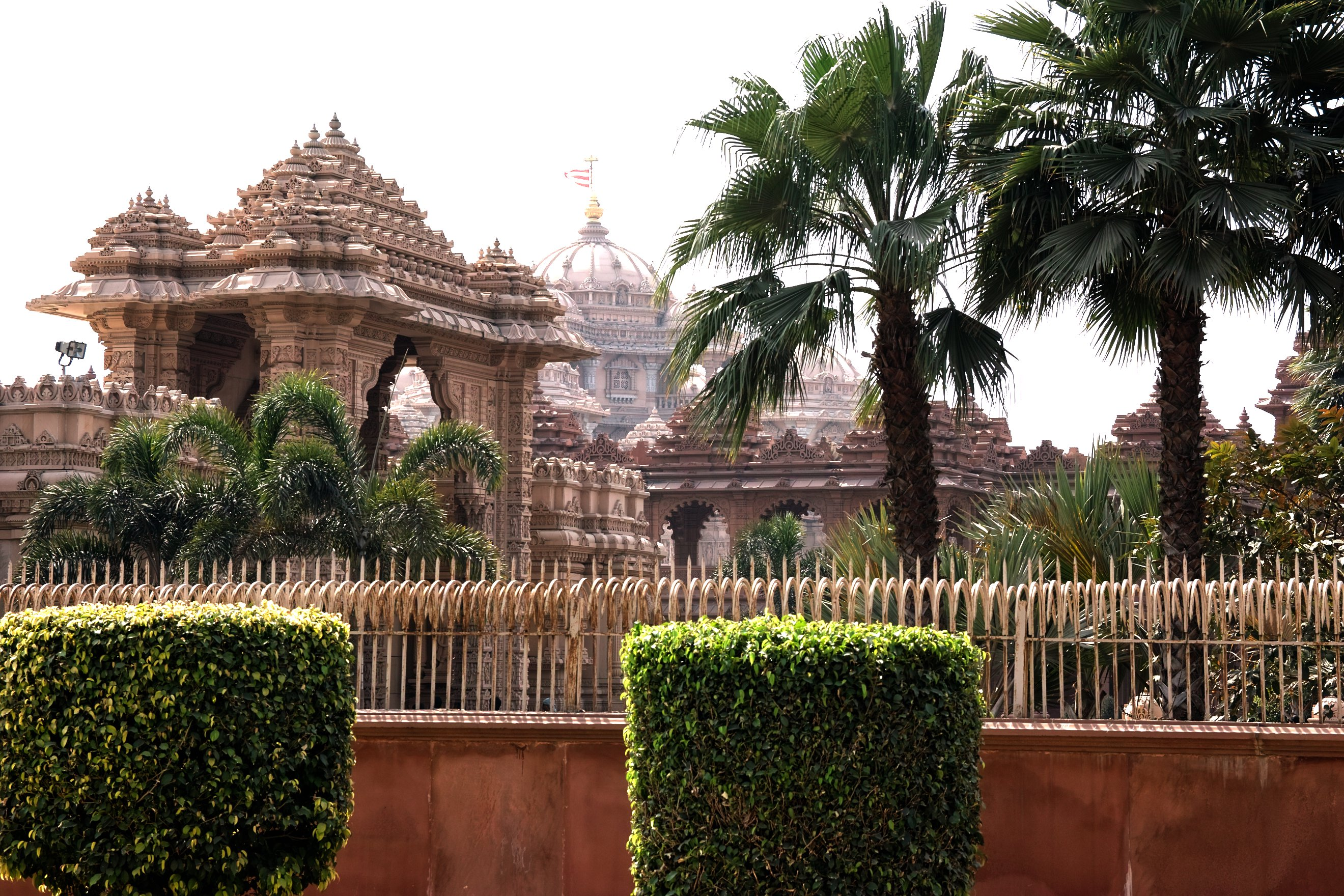